# Army of One (Obitelj Soprano)
"Army of One" je 39. epizoda HBO-ove televizijske serije Obitelj Soprano i 13. u trećoj sezoni serije. Napisali su je David Chase i Lawrence Konner, režirao John Patterson, a originalno je emitirana 20. svibnja 2001.

## Radnja
Jackie Aprile, Jr. prisiljen je skrivati se u zabačenom Boontonu nakon svoga neuspjelog pokušaja oružane pljačke pokeraške partije Eugenea Pontecorva. Dok se Jackie privikava na život u getu, naziva Tonyja Soprana i pokuša mu reći gdje se nalazi kako bi riješili stvar prije nego što se ona otme kontroli. Tony mu kaže da ostane gdje je i da razgovara s Ralphom Cifarettom koji će donijeti konačnu odluku. Tony se zatim sastaje s Ralphiejem, koji oklijeva oko svoje konačne presude o Jackieju, te upita da Ralphie donese svoju odluku. Ralphie je već poslao Vita Spataforea da bude u blizini Boontona kako bi pronašao Jackieja i u slučaju da pokuša otići. Ali nakon razgovora, prisiljen je djelovati. Nakon što Jackie napusti stan kako bi udahnuo malo svježeg zraka, Vito ga ustrijeli u potiljak i ostavi ga da leži u snijegu, u lokvi vlastite krvi.
U međuvremenu, A.J. i njegov prijatelj priznaju kako su ukrali odgovore na test iz geometrije nakon što ih ravnatelj uvjeri kako je na mjestu pronađen uzorak njihova DNK, a A.J. dobiva konačni izbačaj iz škole. Tony se iznimno razbjesni i odlučuje spasiti sina prije nego što bude prekasno. Njegova odluka je poslati ga u vojnu školu. Tijekom večere, Tony i Carmela pregledavaju školske brošure dok A.J. nervozno čeka odluku o svojoj sudbini. Carmela zatim prima telefonski poziv od Marie, sestre Rosalie Aprile, koja je obavještava da su Jackieja ubili "dileri droge". Carmela odlazi do Rosalie kako bi je utješila. 
Paulie zahtijeva da se Tony sastane s njim i Ralphiejem na tržnici povrća. Nakon što je zahtjev udovoljen, Paulie izjavljuje da mu Ralph duguje 50.000 dolara jer mu je odao vrijedne informacije o poslu koji je kasnije obavila Ralphiejeva ekipa (plus se sve odvijalo na Pauliejevu teritoriju). Tony sasluša slučaj i naređuje da Ralphie preda 12.000 dolara, na Pauliejev šok i očajavanje. Nakon što Paulie pokuša nagovoriti Tonyja da razmisli o odluci, ubacuje se Silvio, rekavši kako je Tony donio svoju odluku i da je sastanak završen.
Rak Strica Juniora se povlači, što znači da je fizički sposoban za suđenje. Poništen je i Juniorov kućni pritvor jer je zaključeno kako nema opasnosti od njegova bijega. Međutim, FBI je i dalje odlučan u namjeri da ulovi Tonyja.Kako je Big Pussy Bonpensiero sada "nestao u akciji" (zapravo ubijen), agent Dwight Harris predloži da se okrenu Christopheru Moltisantiju, koji napreduje u hijerarhiji i nikad nije bio bliži Tonyju. Šef Frank Cubitoso angažira agenticu Deborah Ciccerone za tajnu misiju kojoj je cilj sprijateljiti se s Chrisovom zaručnicom, Adrianom, i izvještavati o svim izvučenim informacijama.
A.J.-a odvode na sastanak u Vojni institut Hudson, a ravnatelj škole, bojnik Zwingli, iznosi osnovni raspored za učenike koji pohađaju školu, a koji uključuje dizanje u 5:30, lijeganje u 22:00, večernje učenje, vježbe i nedostatak televizije. A.J. djeluje zbunjeno i obeshrabreno dok mu bojnik govori što se očekuje od regruta. Zwingli zatim razgovara s Tonyjem i Carmelom o rigoroznom programu i kako vjeruje da će on dobro doći njihovom sinu. Carmela je još zabrinuta jer vjeruje kako će ga istrenirati za "profesionalnog ubojicu". Tony pokuša uvjeriti Carmelu da će se njihov sin naučiti disciplini i poštovanju, a ne nasilju. Neslaganje prerasta u bučnu svađu i lupanje vratima, a par završi spavajući u odvojenim sobama.
Na Jackiejevu bdijenju, Rosalie i kćer Kelli iznimno su potresene. Kad Meadow ugleda Jackieja kako leži u lijesu, počne nekontrolirano plakati. Tony i Carmela pokušaju je utješiti, ali se posrame kad Rosalie primijeti kako je došlo jako malo ljudi: pogreb se poklopio sa Super Bowlom, vrhuncem kladioničarske sezone. Nakon što se sve smirilo, Carmela ugleda Jackieja kako leži u svojem lijesu. Te noći, Tony i Carmela se pomiruju, a ona odlučuje podržati Tonyjevu odluku da pošalje A.J.-a u vojnu školu.
Dok se A.J. sprema za odlazak u vojnu školu, oblači svoju uniformu za svoje ponosne roditelje. Tony ga natjera da stavi svoju vojničku kapu koja dolazi s uniformom, za koju A.J. kaže da je smiješna. Tony, razjaren zbog neposlušnosti svoga sina, ustaje s kauča i prilazi mu prijeteći. A.J. stavlja kapu. Zatim se pogleda u zrcalu. Okrene se i, osjećajući se poniženo i u suzama, zamoli roditelje da ga ne šalju u vojnu školu. Tony mu bahato dobaci da prestane i potvrđuje svoju odluku, rekavši kako mu "treba očvršćivanje". Na Tonyjev i Carmelin užas, A.J. u istom trenutku doživi napadaj panike i sruši se. Na terapiji, Tony prepričava događaje dr. Melfi, očajan što je A.J. naslijedio njegovu psihijatrijsku napast. Kaže kako sada ne može poslati sina u vojnu školu te počne gubiti nadu da će ikada spasiti sina od katastrofe.
Na dan Jackiejeva pokopa, Christopher i Silvio bivaju uhićeni na groblju zbog ilegalnog kockanja te ih otprate u ured okružnog tužitelja, dok Paulie uspijeva pobjeći kroz nadgrobne spomenike. Nakon pokopa, mala skupina ljudi vraća se kod Rosalie kako bi je utješili, a zatim odlaze u Vesuvio. Na parkiralištu restorana, Paulie se sastaje s Johnnyjem Sackom, te izražava svoje ogorčenje načinom na koji je Tony presudio u Ralphiejevu korist, rekavši Johnnyju kako nudi svoje usluge šefu njujorške obitelji, Carmineu Lupertazziju. Silvio i Chris plaćaju jamčevinu i sastaju se s ostalima u Vesuviu. Junior ondje počne pjevati talijansku ljubavnu pjesmu "Core 'ngrato" ("Nezahvalno srce"). Svi su dirnuti, osim vrlo pijane Meadow koja baca komadiće kruha na Juniora dok ovaj pjeva. Nakon što je otac iz daljine prostrijeli pogledom, Meadow u suzama kaže kako su pogrebni običaji "sranje" i otrči na ulicu, gdje umalo ne pada pod auto dok Tony gleda za njom u šoku. Tony se vraća na večeru, tiho rekavši Carmeli da će Meadow vjerojatno uhvatiti prijevoz za Sveučilište Columbia. Zatim zagrli A.J.-a i obitelj nastavlja slušati Juniorovu pjesmu.

## Glavni glumci
- James Gandolfini kao Tony Soprano
- Lorraine Bracco kao dr. Jennifer Melfi
- Edie Falco kao Carmela Soprano
- Michael Imperioli kao Christopher Moltisanti
- Dominic Chianese kao Corrado Soprano, Jr.
- Steven Van Zandt kao Silvio Dante
- Tony Sirico kao Paulie Gualtieri
- Robert Iler kao A.J. Soprano
- Jamie-Lynn Sigler kao Meadow Soprano
- Aida Turturro kao Janice Soprano
- Joe Pantoliano kao Ralph Cifaretto
- Drea de Matteo kao Adriana La Cerva
- Federico Castelluccio kao Furio Giunta
- Steve Schirripa kao Bobby 'Bacala' Baccalieri
- John Ventimiglia kao Artie Bucco
- Kathrine Narducci kao Charmaine Bucco

### Gostujući glumci
| - Jason Cerbone kao Jackie Aprile Jr. - Robert Funaro kao Eugene Pontecorvo - Lola Glaudini kao agentica Deborah Ciccerone / Danielle Ciccolella - Sharon Angela kao Rosalie Aprile - Vincent Curatola kao Johnny 'Sack' Sacramoni - Joseph R. Gannascoli kao Vito Spatafore - Dan Grimaldi kao Patsy Parisi - Frank Pellegrino kao agent Frank Cubitosi - Matt Servitto kao agent Dwight Harris - Frank Pando kao agent Grasso - Norman Max Maxwell kao agent FBI-a - Marc Damon Johnson kao detektiv Filemon Francis - Denise Borino kao Ginny 'Sack' Sacramoni - Danielle Cautela kao MacKenzie Trucillo - Melissa Marsala kao Kelli Aprile - Patricia Mauceri kao Marie - Maureen Van Zandt kao Gabriella Dante - Frances Ensemplare kao Nucci Gualtieri - Ryan Homchick kao kadet Delaunay | - Mark Karafin kao Egon Kosma - Daniel Oreskes kao ravnatelj Cincotta - Candy Trabuco kao gđica Giaculo - Dick Latessa kao otac L'Oiseau - Michael K. Williams kao Ray Ray - Monique Lola Berkley kao prodavačica - Lekel Russell kao Leena - Geoffrey Wigdor kao Little Bruce Sadino - Marie Donato kao 2 to 5 / 7 to 9 - Phil La Rocco kao mafijaš - Ralph Lucarelli kao Cozzarelli - Dino Palermo kao Juniorov prijatelj - Lewis J. Stadlen kao dr. Ira Freid - Elise Bretton kao pjevačica u Green Groveu - Helen Miles kao pjevačica u Green Groveu - Jean Marie Evans kao pjevačica u Green Groveu - Larry Sherman kao pjevač u Green Groveu - Madeline Kearns kao pjevačica u Green Groveu - Deirdre Sullivan kao pjevačica u Green Groveu - Tobin Bell kao bojnik Carl Zwingli |

## Prva pojavljivanja
- Agentica Deborah Ciccerone: agentica FBI-a zadužena za tajni zadatak kao Adrianina "nova najbolja prijateljica".
- Marianucci Gualtieri: Pauliejeva majka koja se useljava u starački dom Green Grove.

## Umrli
- Jackie Aprile, Jr.: ubijen od strane Vita Spataforea u Boontonu.

## Naslovna referenca
- Naslov epizode temeljen je na razgovoru bojnika Zwinglija s Tonyjem o potencijalu svakog studenta da bude "vojska za sebe" ("Army of One"). Fraza će postati poznata kao regrutni slogan Oružanih snaga SAD-a, koji se počeo koristiti tek 2002., cijelu godinu dana nakon što je ova epizoda emitirana.

## Produkcija
- U originalnom emitiranju 2001., agenticu Deborah Ciccerone igrala je Fairuza Balk. No, zbog zauzetosti drugim projektima, ona se nije pojavila u četvrtoj sezoni. U reprizama i DVD izdanjima zamijenila ju je Lola Glaudini, koja je 2002. preuzela ulogu.
- Iako se to u seriji ne spominje, Vito i Jackie Jr. su rođaci, preko Richieja Aprilea (njihova strica, odnosno ujaka). Osim toga, kad je Bryan Spatafore (Vitov brat) ozlijeđen u epizodi "Another Toothpick", Jackie Jr. kaže da je Bryan njegov rođak.

## Reference na prijašnje epizode
- U ovoj epizodi, Tony i Carmela gledaju reklamu za urološku kliniku dr. Frieda, koja se pojavljuje u prethodnoj epizodi, "Amour Fou".

## Reference na druge medije i događaje
- U Satriale'su, Silvio i Paulie na HBO Sports gledaju najavu XXXV. Super Bowla, koji je odigran 28. siječnja 2001. u Tampi. Osim komentara na Jackiejevu sprovodu, i na radiju se u njegovu skrovištu u Boonton spominje Super Bowl.

## Glazba
- Orguljaška dionica na Jackiejevu bdijenju je "Ombra mai fù" iz opere G.F. Handela Serse.
- Pjesmu "Core 'ngrato" ("Nezahvalno srce") na Jackiejevu bdijenju otpjevao je sami Dominic Chianese.
- Tijekom odjavne špice svira "#8" Aphexa Twina, s njegova albuma Selected Ambient Works Volume II.
- Dok Meadow u Vesuviu baca kruh na Juniora dok ovaj pjeva, Meadow pjeva stih pjesme "Oops!... I Did It Again" Britney Spears; originalna pjesma pojavljuje se u epizodi "Employee of the Month".

## Vanjske poveznice
- Army of One u internetskoj bazi filmova IMDb-a